# Partia Chrześcijańsko-Społeczna (Liechtenstein)
Partia Chrześcijańsko-Społeczna (niem. Christlich-Soziale Partei, CSP) – partia polityczna Liechtensteinu, założona w 1962 roku. Nie wprowadziła nigdy swoich posłów do Landtagu, przyczyniła się jednak do zmiany progu wyborczego.

## Historia
Partia Chrześcijańsko-Społeczna powstała w 1962 roku. Jej organem prasowym był tygodnik „Liechtensteiner”. Skupiała ona wyborców niechętnych obu dominującym partiom: Postępowej Partii Obywatelskiej i Unii Patriotycznej. Partia domagała się większej przejrzystości w funkcjonowaniu gospodarki, sprzeciwiała się inicjatywom budowy rafinerii ropy naftowej i elektrowni jądrowej w przygranicznych terenach sąsiedniej Szwajcarii. Od tych ekologicznych postulatów partia określana była jako „zieloni”. W wyborach przeprowadzonych w 1962 roku uzyskała ona 342 głosy, co po przeliczeniu na procenty dawało wynik 10,1%. Nie pozwoliło to przekroczyć wysokiego progu wyborczego, który w Liechtensteinie wynosił 18%. Partia Chrześcijańsko-Społeczna złożyła skargę do Trybunału Stanu, który uznał, że tak wysoki próg wyborczy nie jest zgodny z konstytucją Liechtensteinu. Został on obniżony do 8% w wyniku referendum z 1973 roku, ale nie pomogło to już ugrupowaniu w obsadzeniu miejsc w Landtagu. Ostatni raz partia wzięła udział w wyborach w 1974 roku.
| Wybory | Poparcie | Zmiana | Deputowani | Zmiana | Pozycja | Rząd |
| ------ | -------- | ------ | ---------- | ------ | ------- | ---- |
| 1962   | 10,1%    | –      | 0/15       | –      | –       | Brak |
| 1966   | 8,7%     | 1,4%   | 0/15       | –      | –       | Brak |
| 1970   | 1,6%     | 7,1%   | 0/15       | –      | –       | Brak |
| 1974   | 2,9%     | 1,3%   | 0/15       | –      | –       | Brak |